# Gymnoloma tibialis
Gymnoloma tibialis är en skalbaggsart som beskrevs av Louis Albert Péringuey 1902. Gymnoloma tibialis ingår i släktet Gymnoloma och familjen Melolonthidae. Inga underarter finns listade i Catalogue of Life.